# Steve Jablonsky
Steve Jablonsky (sinh 9 tháng 10 năm 1970) là một nhà soạn nhạc cho phim, truyền hình và video game, được biết đến nhiều nhất với phần nhạc ông làm cho loạt phim Transformers. Một số đối tác hợp tác của ông bao gồm đạo diễn Michael Bay và Peter Berg, và đồng nghiệp, nhà soạn nhạc Hans Zimmer.

## Thời trẻ
Jablonsky học đại học tại trường Đại học California, Berkeley. Ban đầu ông học khoa học máy tính, nhưng chuyển sang soạn nhạc một năm sau đó. Sau khi tốt nghiệp, ông trở thành một thực tập sinh tại công ty Remote Control Productions của Hans Zimmer. Trong thời gian đó, Jablonsky gặp và bắt đầu trở thành trợ lý cho Harry Gregson-Williams, một đồng nghiệp của Zimmer. Sau đó, ông có nhiều quan hệ hơn với Zimmer và bắt đầu sáng tác và bắt đầu sáng tác các tác phẩm nổi tiếng như nhạc cho Những bà nội trợ kiểu Mỹ và loạt phim Transformers.

## Sự nghiệp
Jablonsky đã sáng tác nhạc phim cho The Texas Chainsaw Massacre (2003), Steamboy (Năm 2004), Đảo vô hình (2005), Transformers (2007), D-War (2007), Transformers: Bại binh phục hận (2009), Transformers: Dark of the Moon (2011), Chiến hạm (2012), Ender's Game (2013) (thay cho nhà soạn nhạc phim nổi tiếng James Horner) và Transformers: Kỷ nguyên hủy diệt (2014). Ông cũng là một người trong nhóm tham gia làm phim Team America: World Police (2004). Ngoài ra, ông đã giúp soạn một số bài nhạc cho trò chơi Metal Gear Solid 2: Sons of Liberty, và sáng tác bài nhạc chủ đề cho chương trình của BBC Bảy kỳ quan của thế giới công nghiệp (2003). Ông cũng đã viết nhạc cho show truyền hình Những bà nội trợ kiểu Mỹ (2004 - 2012) bắt đầu từ tập thứ 4. Bài nhạc "Trailblazing" của ông được sử dụng làm nhạc nền mở đầu cho  "phẩm tiên phong" từng là chủ đề mở cho WrestleMania X8 và WrestleMania XIX, cũng như nhạc nền cho lễ đưa tên Sting vào TNA Hall of Fame.
Jablonsky cũng viết nhạc cho Command & Conquer 3: Tiberium Wars, thay cho người từng soạn nhạc cho Command & Conquer trước đây là  Frank Klepacki, người đã không thể để tiếp tục công việc do bận tham gia  Universe at War: Earth Assault.
Jablonsky đã làm việc cho Harry Gregson-Williams tại Media Ventures, công ty sản xuất nhạc được hình thành và thành lập bởi Jay Rifkin và Hans Zimmer, trong vòng 7 năm. Dự án gần đây nhất của ông gồm có nhạc cho bộ phim D-War của Hàn Quốc, Gears of War 3 trên Xbox 360, và nhạc cho The Sims 3.
Hiện tại, Jablonsky đang làm việc tại studio của Zimmer, Remote Control Productions, được hướng dẫn bởi các thành viên công ty là Zimmer và Nick Glennie-Smith, cũng như cựu thành viên Harry Gregson-Williams và Klaus Badelt.
Vào tháng 2 năm 2015, Jablonsky được thuê để soạn nhạc cho bộ phim Thợ săn phù thủy cuối cùng. Ông cũng viết nhạc cho Ninja rùa: Đập tan bóng tối, phần tiếp theo của Teenage Mutant Ninja Turtles và bộ phim Deepwater Horizon (2016) của Peter Berg, với sự tham gia của Mark Wahlberg và Kurt Russell.

## Danh sách tác phẩm

### Phim
| Năm  | Phim                                                   | Đạo diễn                 | Nhạc bổ sung | Studio/Nhà phát triển                  | Notes                                                                     |
| ---- | ------------------------------------------------------ | ------------------------ | --- | -------------------------------------- | ------------------------------------------------------------------------- |
| 1997 | Smilla's Sense of Snow                                 | Bille August             | Nick Glennie-Smith Steve Jablonsky Hans Zimmer                                                                                      | Fox Searchlight Pictures               | Chỉ phần nhạc bổ sung Nhạc phim bởi Harry Gregson-Williams và Hans Zimmer |
| 1997 | Deceiver                                               | Jonas Pate Josh Pate     | — | Metro-Goldwyn-Mayer                    | Chỉ phần nhạc bổ sung Nhạc phim bởi Harry Gregson-Williams                |
| 1998 | Border to Border                                       | Thomas Whelan            | — | Stage 15 Productions                   | —                                                                         |
| 1998 | Armageddon                                             | Michael Bay              | Harry Gregson-Williams Steve Jablonsky Will Kaplan John Van Tongeren                                                                | Touchstone Pictures                    | Chỉ phần nhạc bổ sung Nhạc phim bởi Trevor Rabin                          |
| 1998 | Antz                                                   | Eric Darnell Tim Johnson | Gavin Greenaway Steve Jablonsky Geoff Zanelli                                                                                       | DreamWorks Pictures                    | Chỉ phần nhạc bổ sung Nhạc phim bởi Harry Gregson-Williams vàJohn Powell  |
| 1999 | Light It Up                                            | Craig Bolotin            | P.J. Hanke Steve Jablonsky | 20th Century Fox                       | Chỉ phần nhạc bổ sung Nhạc phim bởi Harry Gregson-Williams                |
| 2000 | The Tigger Movie                                       | Jun Falkenstein          | Klaus Badelt Steve Jablonsky | Walt Disney Pictures                   | Chỉ phần nhạc bổ sung Nhạc phim bởi Harry Gregson-Williams                |
| 2000 | The Magic of Marciano                                  | Tony Barbieri            | — | Cape Atlantic Productions              | Chỉ phần nhạc bổ sung Nhạc phim bởi Harry Gregson-Williams                |
| 2000 | Chicken Run                                            | Peter Lord Nick Park     | James McKee Smith Geoff Zanelli Gavin Greenaway Steve Jablonsky                                                                     | DreamWorks Pictures                    | Chỉ phần nhạc bổ sung Nhạc phim bởi Harry Gregson-Williams và John Powell |
| 2001 | Pearl Harbor                                           | Michael Bay              | Klaus Badelt Steve Jablonsky James S. Levine Fiachra Trench Geoff Zanelli Martin Tillman Christopher Ward                           | Touchstone Pictures                    | Chỉ phần nhạc bổ sung Nhạc phim bởi Hans Zimmer                           |
| 2002 | Spirit: Stallion of the Cimarron                       | Kelly Asbury Lorna Cook  | Steve Jablonsky Mel Wesson Gavin Greenaway                                                                                          | DreamWorks Pictures                    | Chỉ phần nhạc bổ sung Nhạc phim bởi Hans Zimmer                           |
| 2003 | Tears of the Sun                                       | Antoine Fuqua            | James Dooley Steve Jablonsky Bruce Fowler Martin Tillman                                                                            | Columbia Pictures                      | Chỉ phần nhạc bổ sung Nhạc phim bởi Lisa Gerrard và Hans Zimmer           |
| 2003 | Pirates of the Caribbean: The Curse of the Black Pearl | Gore Verbinski           | Ramin Djawadi James Dooley Nick Glennie-Smith Steve Jablonsky James McKee Smith Blake Neely Geoff Zanelli Trevor Morris             | Walt Disney Pictures                   | Chỉ phần nhạc bổ sung Nhạc phim bởi Klaus Badelt và Hans Zimmer           |
| 2003 | Bad Boys II                                            | Michael Bay              | Toby Chu Tony Dofat Dr. Dre Steve Jablonsky Paul Linford Trevor Morris                                                              | Columbia Pictures                      | Chỉ phần nhạc bổ sung Nhạc phim bởi Trevor Rabin                          |
| 2003 | The Texas Chainsaw Massacre                            | Marcus Nispel            | Jay Flood | New Line Cinema                        |                                                                           |
| 2004 | Steamboy                                               | Katsuhiro Otomo          | — | Sony Pictures Entertainment            | —                                                                         |
| 2004 | Team America: World Police                             | Trey Parker              | Stephen Barton Toby Chu Jeff Faustman Damien Kaiser James McKee Smith Heitor Pereira Steve Jablonsky                                | Paramount Pictures                     | Chỉ phần nhạc bổ sung Nhạc phim bởi Harry Gregson-Williams                |
| 2005 | The Amityville Horror                                  | Andrew Douglas           | James Dooley Clay Duncan Jay Flood                                                                                                  | Metro-Goldwyn-Mayer                    | —                                                                         |
| 2005 | The Island                                             | Michael Bay              | Ramin Djawadi Clay Duncan Trevor Morris Blake Neely                                                                                 | Warner Bros. Pictures                  | —                                                                         |
| 2006 |                                                        | Jonathan Liebesman       | Jay Flood | New Line Cinema                        | —                                                                         |
| 2007 | The Hitcher                                            | Dave Meyers              | Clay Duncan Jay Flood Joel J. Richard Pieter A. Schlosser                                                                           | Rogue Pictures                         | Nhạc bổ sung bởi Holeg Spies                                              |
| 2007 | Transformers                                           | Michael Bay              | Lorne Balfe Clay Duncan | Paramount Pictures DreamWorks Pictures | —                                                                         |
| 2007 | D-War                                                  | Shim Hyung-rae           | Jay Flood | Freestyle Releasing                    | —                                                                         |
| 2009 | Friday the 13th                                        | Marcus Nispel            | Clay Duncan Jay Flood Pieter A. Schlosser Jed Smith                                                                                 | New Line Cinema Paramount Pictures     | —                                                                         |
| 2009 | Transformers: Revenge of the Fallen                    | Michael Bay              | Ryeland Allison Lorne Balfe Clay Duncan Jay Flood Tom Gire Linkin Park Matthew Margeson William J. Parker John Sponsler Hans Zimmer | Paramount Pictures DreamWorks Pictures | —                                                                         |
| 2010 | A Nightmare on Elm Street                              | Samuel Bayer             | Jay Flood | New Line Cinema                        | —                                                                         |
| 2011 | Your Highness                                          | David Gordon Green       | — | Universal Pictures                     | —                                                                         |
| 2011 | Transformers: Dark of the Moon                         | Michael Bay              | Andrew Kawczynski Jacob Shea | Paramount Pictures                     | —                                                                         |
| 2012 | Battleship                                             | Peter Berg               | Thom Russo Jacob Shea | Universal Pictures                     | —                                                                         |
| 2013 | Gangster Squad                                         | Ruben Fleischer          | — | Warner Bros. Pictures                  | —                                                                         |
| 2013 | Pain & Gain                                            | Michael Bay              | Clay Duncan | Paramount Pictures                     | —                                                                         |
| 2013 | Ender's Game                                           | Gavin Hood               | Jacob Shea | Summit Entertainment                   | —                                                                         |
| 2013 | Lone Survivor                                          | Peter Berg               | Clay Duncan Jacob Shea Jon Jablonsky (Drums)                                                                                        | Universal Pictures                     | Soạn nhạc cùng Explosions in the Sky                                      |
| 2014 | Transformers: Age of Extinction                        | Michael Bay              | Imagine Dragons Dave Fleming Jacob Shea Joseph Trapanese Michael Yezerski Hans Zimmer                                               | Paramount Pictures                     | —                                                                         |
| 2015 | The Last Witch Hunter                                  | Breck Eisner             | Gary Dworetsky Jay Flood | Lionsgate Films                        | —                                                                         |
| 2016 | Keanu                                                  | Peter Atencio            | Elgin Thrower Jr. | Warner Bros. Pictures                  | Soạn nhạc cùng Nathan Whitehead                                           |
| 2016 | Teenage Mutant Ninja Turtles: Out of the Shadows       | Dave Green               | Gary Dworetsty David Fleming Jay Flood Corey Jackson                                                                                | Paramount Pictures Nickelodeon Movies  | —                                                                         |
| 2016 | Deepwater Horizon                                      | Peter Berg               | Jon Jablonsky (Drums)* | Summit Entertainment                   | Bao gồm bài hát gốc bởi Gary Clark Jr                                     |
| 2017 | Transformers: The Last Knight                          | Michael Bay              | — | Paramount Pictures                     | —                                                                         |

### Chương trình truyền hình
| Năm       | Tên                                   | Kênh TV                     | Ghi chú                                                                          |
| --------- | ------------------------------------- | --------------------------- | -------------------------------------------------------------------------------- |
| 1999      | Swing Vote                            |                             | Phim truyền hình Chỉ soạn phần nhạc bổ sung Nhạc phim bởi Harry Gregson-Williams |
| 2002      | AFP: American Fighter Pilot           | CBS                         |                                                                                  |
| 2002      | Live from Baghdad                     | HBO                         |                                                                                  |
| 2002      | National Geographic Explorer          | National Geographic Channel | Tập: Tàu ngầm mất tích: Thảm họa dưới biển (Lost Subs: Disaster at Sea)          |
| 2003      | Seven Wonders of the Industrial World | BBC                         | 7 tập                                                                            |
| 2003      | Threat Matrix                         | ABC                         | 3 tập                                                                            |
| 2004—2012 | Desperate Housewives                  | ABC                         | 157 tập                                                                          |
| 2005      | The Contender                         | NBC                         |                                                                                  |
| 2005      | Threshold                             | CBS                         |                                                                                  |
| 2006      | Him and Us                            |                             | Television film                                                                  |
| 2009      | WWII in HD                            | History                     | Chỉ soạn bản nhạc "Trailblazing"                                                 |
| 2011      | Vietnam in HD                         | History                     | Chỉ soạn bản nhạc "Trailblazing"                                                 |
| 2013      | The List                              | Phim truyền hình            |                                                                                  |
| 2013      | Occult                                | Phim truyền hình            | A&E                                                                              |
| 2014      | The Last Ship                         | TNT                         | Mùa thứ nhất                                                                     |
| 2015      | You, Me and the Apocalypse            | NBC                         | 10 tập                                                                           |

### Video game
| Năm  | Tiêu đề                               | Giải thưởng/Đề Cử         | Ghi chú                                                                               |
| ---- | ------------------------------------- | ------------------------- | ------------------------------------------------------------------------------------- |
| 2001 | Metal Gear Solid 2: Sons of Liberty   | Nhạc phim hay nhất tại E3 | Chỉ phần nhạc bổ sung. Nhạc sáng tác bởi Harry Gregson-Williams và Norihiko phỏng vấn |
| 2007 | Command & Conquer 3: Tiberium Wars    |                           | Sáng tác cùng Trevor Morris                                                           |
| 2007 | Transformers: The Game                |                           |                                                                                       |
| 2008 | Command & Conquer 3: Kane's Wrath     |                           | Sáng tác cùng Trevor Morris Bản mở rộng                                               |
| 2008 | Gears of War 2                        |                           |                                                                                       |
| 2009 | The Sims 3                            |                           |                                                                                       |
| 2009 | Transformers: Revenge of the Fallen   |                           |                                                                                       |
| 2010 | Prince of Persia: The Forgotten Sands |                           | Nhạc quảng cáo trên DVD kèm                                                           |
| 2010 | Transformers: War for Cybertron       |                           |                                                                                       |
| 2011 | Gears of War 3                        |                           |                                                                                       |
| 2013 | Gears of War: Judgment                |                           |                                                                                       |